# 14e régiment d'infanterie motorisée (Maroc)
Pour les articles homonymes, voir 14e régiment.
Le 14e régiment d'infanterie motorisée (14e RIM) est un régiment marocain.

## Histoire

### Guerre du Sahara occidental
Fin 1979, le régiment subit une cuisante défaite lors de la bataille de Mahbès. Le bataillon du régiment en garnison à Mahbès, commandé par le capitaine Mohamed Sakka, et estimé à 780 hommes, perd plus de 132 soldats qui ont été tués, en plus de 53 prisonniers présentés à la presse par le Polisario.

### Sources bibliographiques
1. ↑  Ali, p. 153.